# Kizito Musampa
Kizito "Kiki" Musampa (Kinshasa, 20 de juliol de 1977) és un exfutbolista neerlandès, nascut al Zaire, que ocupava la posició de migcampista.

## Trajectòria
Comença la seua carrera a l'acadèmia de l'AFC Ajax. Entre 1994 i 1997 milita al club neerlandès, on aconsegueix sis gols en 42 partits. El 1997 fitxa pel Girondins Bordeaux, amb la intenció de guanyar experiència i ser seleccionable pels Països Baixos per acudir al Mundial de 1998, tot i que aquesta opció no la va considerar el seleccionador Guus Hiddink.
L'estiu de 1999 fitxa pel Málaga CF de la primera divisió espanyola. En quatre campanyes, marca 22 gols en 94 partits amb els andalusos. El 2003 marxa a l'Atlètic de Madrid, on no té tanta continuïtat, sent suplent el 2004.
És cedit al Manchester City el que roman de temporada i la següent. Hi comença sent titular, però després perd aquesta condició. Al final de la temporada 05/06 hi retorna a l'Atlètic de Madrid, que el traspassa al Trabzonspor turc.
La temporada 07/08, el neerlandès entrena amb el conjunt anglés del Sunderland però finalment no s'incorpora a l'equip. Retorna al seu país, i al novembre del 2007 signa amb l'AZ Alkmaar, on hi roman dos mesos, fins a gener del 2008.
Després de no passar una prova amb el Toronto FC, signa un contracte de dos anys amb el sud-coreà FC Seoul, però tot just apareix en cinc ocasions (tres de lliga i dues de copa) abans d'avançar la fi de l'acord al juny del 2008. Al març del 2009 retorna al futbol professional al formar amb el Willem II Tilburg. Al setembre d'eixe any entrena i juga un amistós amb el FC Metz, però sense arribar a signar.

## Selecció
Musampa va participar amb la selecció neerlandesa sub-20 al Mundial de la categoria, celebrat el 1995.